# Шаскольский, Павел Борисович
Павел Борисович Шаскольский (1882, Санкт-Петербург — 2 января 1942, Ленинград) — русский и советский фармацевт, с 1910 по 1917 год — главный представитель производителя боржомских минеральных вод.

## Биография
Родился в семье провизора Шаскольского, брат-близнец Петра Борисовича Шаскольского. Закончил вместе с братом полный курс известной немецкой гимнизии Петришуле в 1900 году и поступил на естественное отделение физико-математического факультета Санкт-Петербургского университета. Во время революции 1905—1907 годов 10 мая 1905 года органами полиции было заведено дело «О выяснении политической благонадежности студента Петербургского университета П. Б. Шаскольского». После окончания университета продолжил обучение в фармацевтическом институте Марбургского университета в Германии, где получил звание помощника фармацевта.

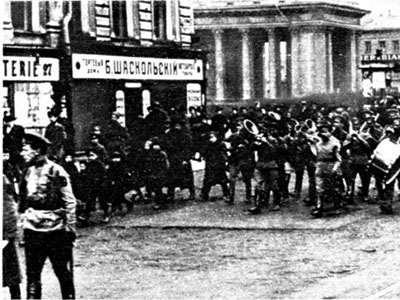
Торговый дом «Б. Шаскольский» на Невском пр.27, (1 мая 1918 года)

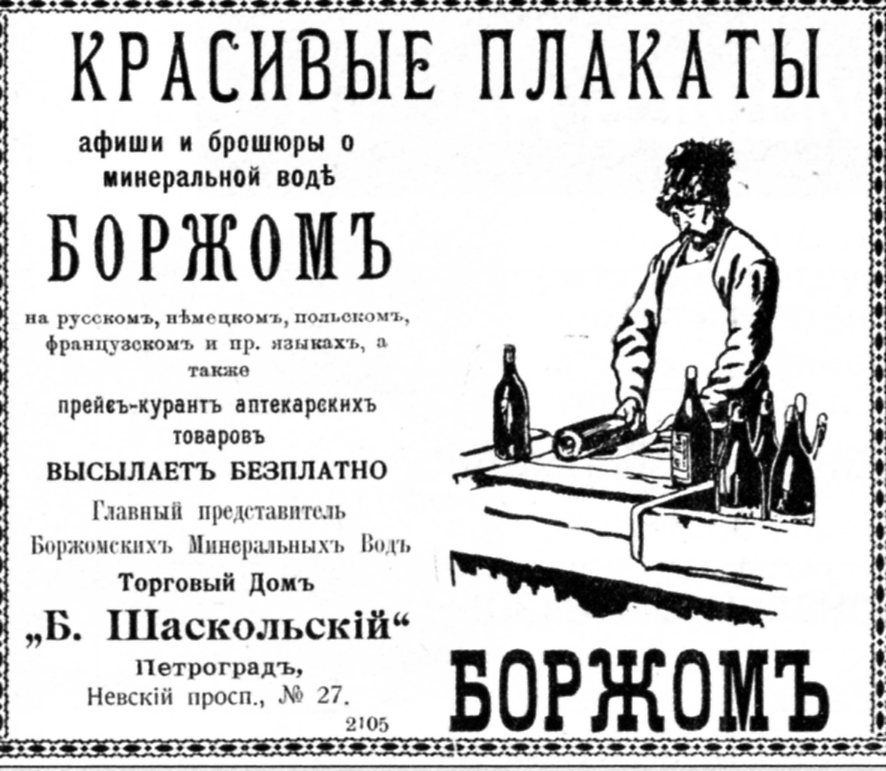
Реклама Боржома, прибл. 1914—1917 годы

После смерти в 1910 году отца, совместно со своей матерью Евгенией Михайловной продолжил семейный аптечный бизнес, сохранив прежнее название торгового дома «Б. Шаскольский», при этом официальным владельцем этого торгового дома являлась Евгения Михайловна Шаскольская. Этот торговый дом являлся главным представителем производителя боржомской минеральной воды в Российской империи и за рубежом. Продажи боржомской минеральной воды на экспорт были увеличены с 5 миллионов бутылок в 1910 году до 9 миллионов бутылок в 1913 году. После начала Первой мировой войны экспорт минеральной воды стал невозможен, и продажи осуществлялись только на внутреннем российском рынке.
Шаскольский был также казначеем Русского общества охранения народного здравия. Входил в правление товарищества «Туберкулин». В 1910 году был избран членом Санкт-Петербургского фармацевтического общества, много лет занимался его библиотекой.
После революции 1917 года продолжал заниматься фармацевтикой и предпринимательством. В 1919 году торговый дом «Б. Шаскольский» конфликтовал с органами власти в связи с незаконной реквизицией принадлежащих ему аптекарских складов. В годы нэпа П. Б. Шаскольский с матерью держал аптекарско-парфюмерный магазин (до 1927 г. на бывшем Невском — пр. 25 Октября, 27).
После национализации аптеки в 1929 году стал работать по своей специальности химика-фармацевта: был техническим руководителем йодного промысла на острове Кильдин в Мурманской области, заведовал лабораторией Чимкентского химфармзавода им. Дзержинского (Казахстан). В 1936 году поступил на завод «Фармакон» в Ленинграде, где работал до последних дней.
Умер во время Ленинградской блокады. Похоронен в Санкт-Петербурге на Волковском лютеранском кладбище.
Сын — Шаскольский, Игорь Павлович, советский и российский историк, доктор исторических наук.